# Kurt Tucholsky
Kurt Tucholsky (9 de gener de 1890 - 21 de desembre de 1935) fou un periodista, satíric i escriptor alemany. També va escriure sota els pseudònims de Kaspar Hauser, Peter Panter, Theobald Tiger i Ignaz Wrobel. Nascut a Berlín-Moabit, el 1924 migrà a París i el 1930 a Suècia.
Tucholsky fou un dels periodistes més importants de la República de Weimar. Com a periodista compromès políticament i coeditor del setmanari Die Weltbühne intentà de fer una crítica social en la tradició de Heinrich Heine. Al mateix temps era satirista, autor de revistes de sàtira política, escriptor de cançons, autor de cabaret i poeta. Ell mateix es veia com a demòcrata d'esquerres i pacifista, i advertí contra les tendències antidemocràtiques - sobretot en política, forces armades i administració de justícia- i l'amenaça del Nazisme. Els seus temors foren confirmats quan els Nazis arribaren al poder el 1933: els seus llibres foren cremats i va perdre la ciutadania.

## Obres (incomplet)

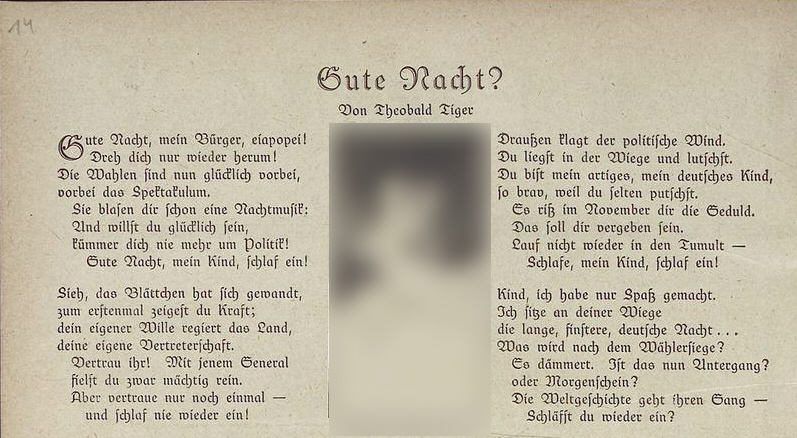

- Rheinsberg. Ein Bilderbuch für Verliebte, 1912.
- Der Zeitsparer. Grotesken, 1914.
- Der Preussenhimmel, 1920
- Presse und Realität, 1921
- Vor acht Jahren, 1922
- Die Redensart, 1923
- Deutschland, Deutschland über alles, 1929.
- Das Lächeln der Mona Lisa, 1929.
- Schloss Gripsholm. Eine Sommergeschichte, 1931.
- Ein Pyrenäenbuch, pòstuma, 1935; versió en català: Un llibre dels Pirineus (Catarroja: Editorial Afers, 2017)